# Kukułka czubata
Kukułka czubata (Clamator glandarius) – gatunek średniej wielkości ptaka wędrownego z rodziny kukułkowatych (Cuculidae), zamieszkujący południową Europę, Bliski Wschód i Afrykę. Nie wyróżnia się podgatunków. Nie jest zagrożony.

## Występowanie
Zamieszkuje Półwysep Iberyjski, południową Francję, zachodnie Włochy, Chorwację, południe Półwyspu Bałkańskiego, Bliski Wschód (w tym Azję Mniejszą), Afrykę Północną i Subsaharyjską (na południe od Sahary). Niezbyt często można ją spotkać w innych częściach Europy Zachodniej i Środkowej. Zimuje głównie w Afryce; regularnie, ale w niewielkiej liczbie także na południu Hiszpanii.
Była notowana w Polsce raz w 1986, jednak obserwacja ta została w 2013 zakwestionowana, a gatunek usunięto wówczas z listy krajowej awifauny.

## Charakterystyka

### Cechy gatunku
Wysmukłe ciało, wyraźny czubek na głowie i wyraźnie schodkowany ogon z białym obrzeżeniem. Czubek, wierzch i boki głowy szare, szyja i pierś żółtawobiałe, wierzch ciała rdzawooliwkowy z białymi plamkami. Spód ciała zawsze jednobarwny – biały, na szyi i gardle ochrowy nalot. Z daleka dorosły ptak jest szary, a młody ma ciemniejsze ubarwienie – szyja i pierś są bardziej pomarańczowożółte, a lotki I rzędu rdzawobrązowe.
W spoczynku przypomina srokę, ale w porównaniu z jej ciężkim lotem kukułka czubata dużo lepiej przemieszcza się w powietrzu. Wśród leśnych gałęzi i zakrzaczeń porusza się lekko, szybko i bez przeszkód.

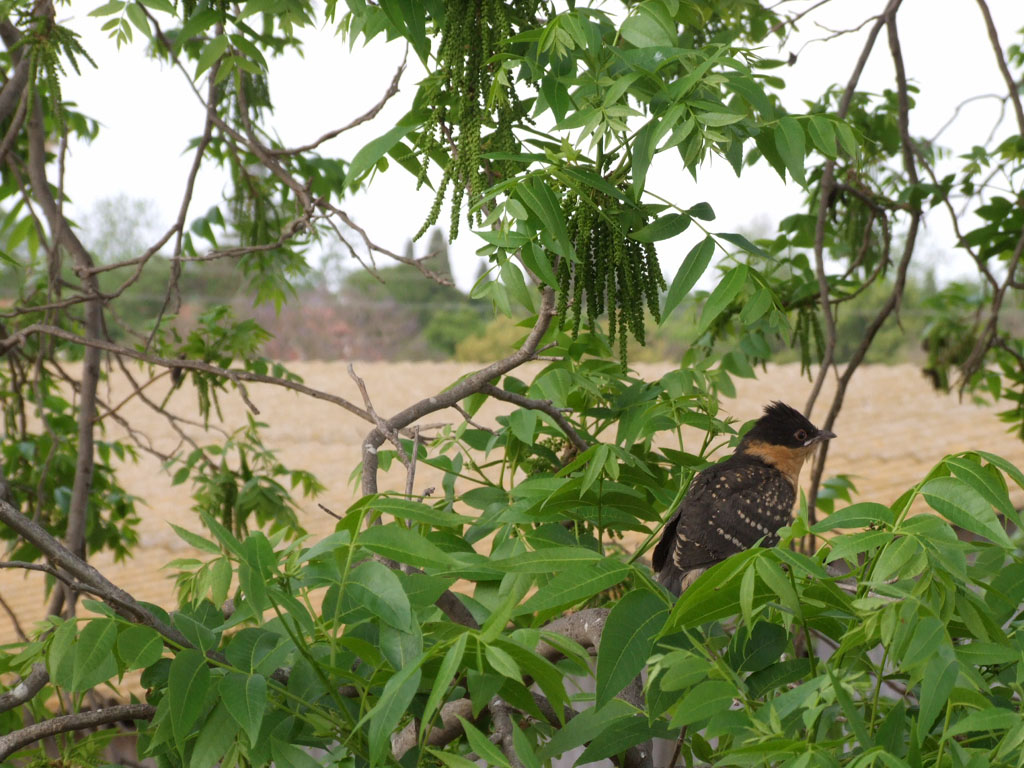
Odpoczywająca kukułka czubata

### Wymiary średnie
dł. ciała35–39 cm
rozpiętość skrzydeł63 cm
masa ciałaok. 124 g

### Głos
Mimo swej nazwy rodzajowej i spokrewnienia odgłosy tego gatunku nie przypominają w ogóle kukania kukułki zwyczajnej. Podobne są bardziej do skrzeczenia (określanego czasem szczekaniem) sroki. Terytorialny śpiew samca to głuche, opadające „ki-u”. Szorstkie odgłosy przypominają „kakakarrkarr”. Zawołanie ostrzegawcze zbliżone jest do głosu wrony – „krak”.

## Biotop
Świetliste lasy liściaste, tereny otwarte o pojedynczych krzewach, parki i aleje. Zamieszkuje niższe szerokości geograficzne – tereny z piniami i dębami korkowymi podobne do sawanny, wrzosowiska z wysokimi krzewami, zarośla oliwne, ale i obrzeża osiedli, wokół których znajdują się parki.

## Okres lęgowy

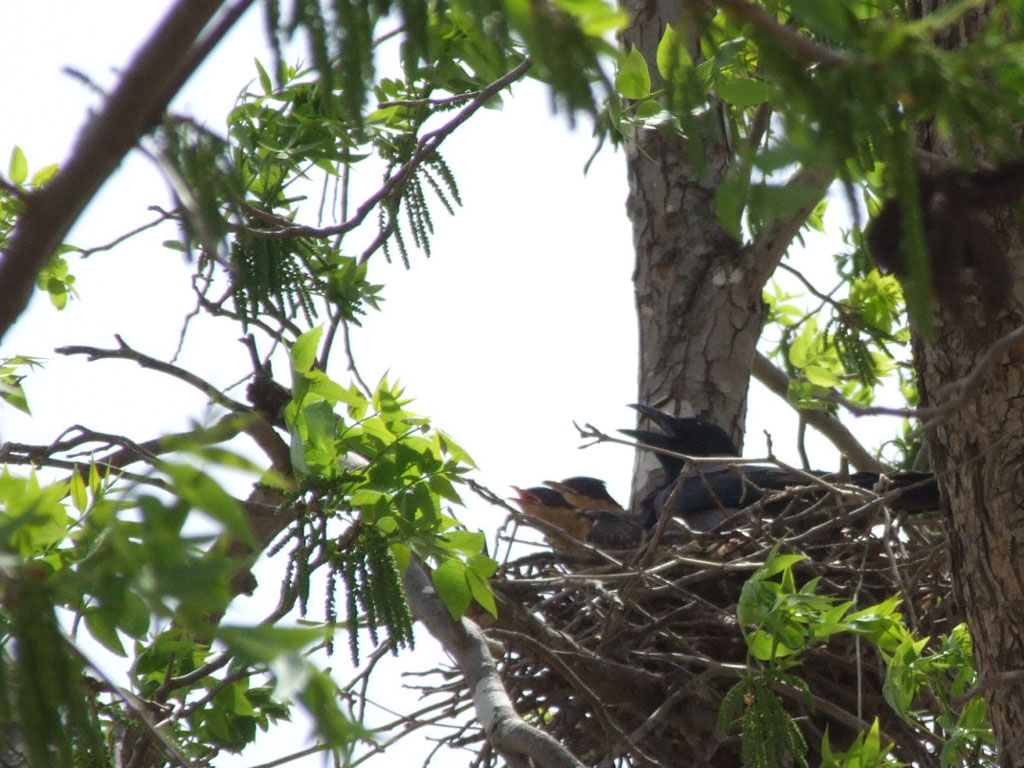
Pisklęta w gnieździe wrony

### Gniazdo
Pasożyt lęgowy, składający jaja niemal wyłącznie w gniazdach ptaków krukowatych (np. sroki, czarnowrona, kawki, kruka, wrończyka), a w Afryce również błyszczaków. Jej pisklęta wyglądają podobnie i odzywają się w zbliżony sposób do młodych gospodarza. W przeciwieństwie do kukułki zwyczajnej, pisklęta kukułki czubatej nie wyrzucają potomstwa gospodarza z gniazda, więc gospodarz wychowuje zarówno własne potomstwo, jak i pasożyta. Pisklę kukułki otrzymuje jednak więcej pokarmu niż pisklęta gospodarza, ponieważ ich wygląd (m.in. większe rozmiary ciała i wygląd wnętrza dzioba) silniej pobudzają dorosłe ptaki do karmienia niż wygląd ich własnych piskląt. Obecność kukułki w gnieździe zmniejsza sukces reprodukcyjny gospodarza.

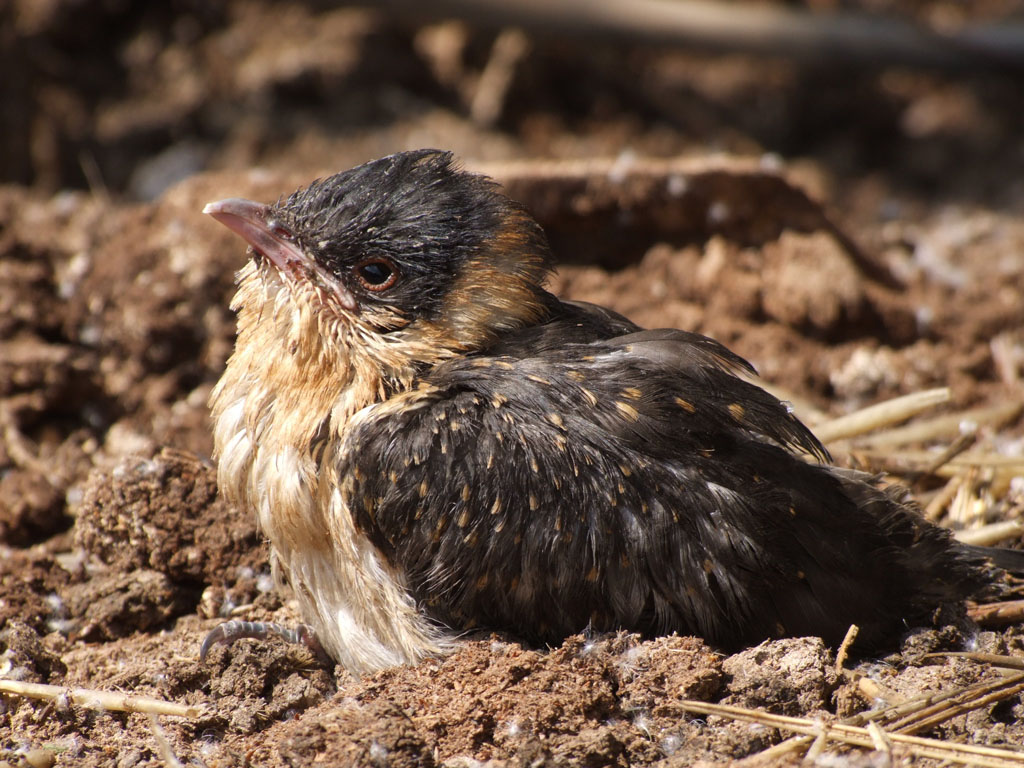
Pisklę kukułki czubatej

### Jaja

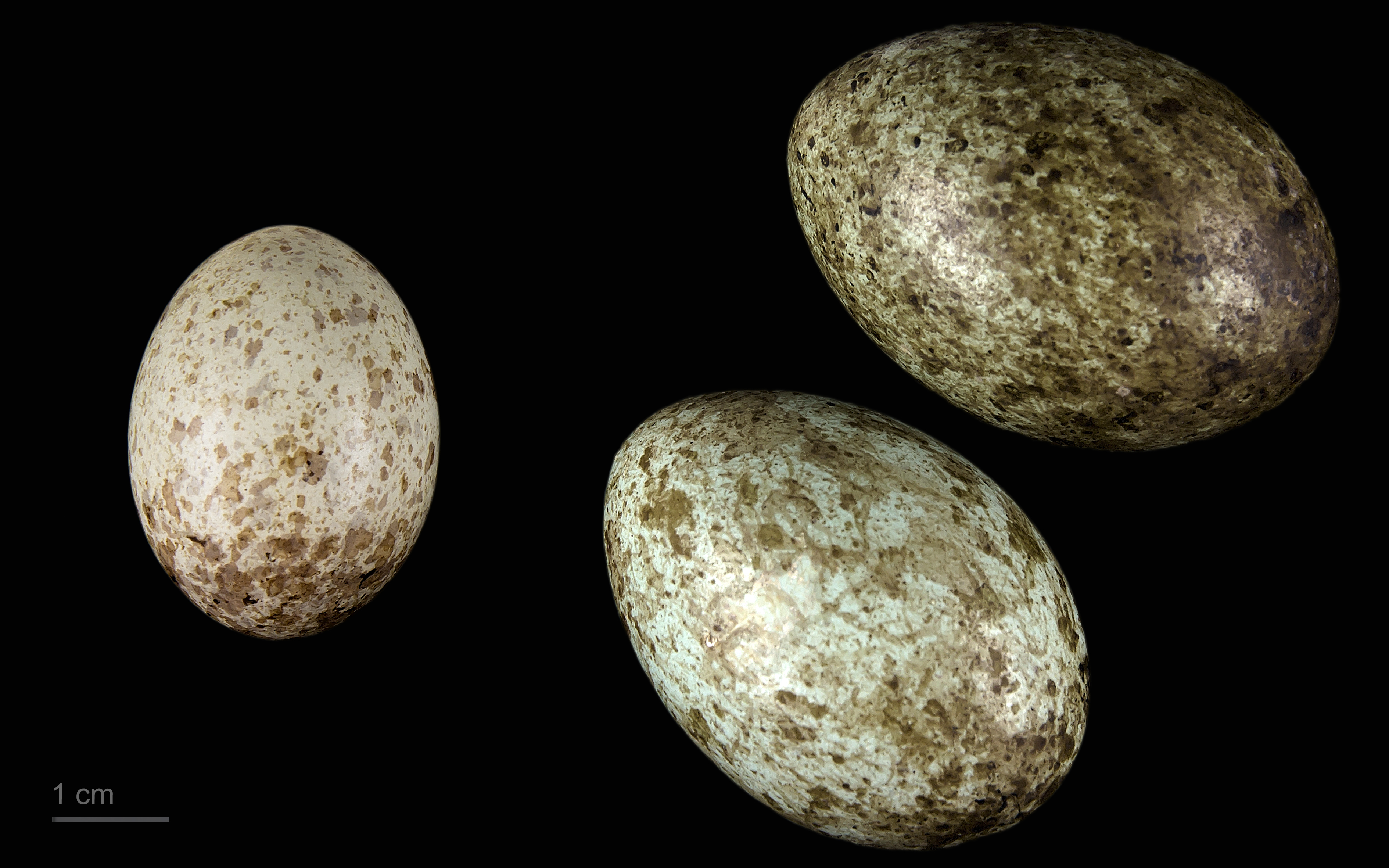
Jajo kukułki czubatej i jaja wrony siwej

Składa około 9–25 jaj.

### Wysiadywanie, pisklęta
Kukułka w każdym gnieździe składa kilka jaj, w przeciwieństwie do kukułki zwyczajnej (krukowate są większymi rodzicami zastępczymi i przynoszą więcej pokarmu). Jaja wysiadywane są przez okres 12 do 15 dni. W jednym gnieździe znajduje się do trzech piskląt kukułki czubatej, prawdopodobnie pochodzących od różnych samic. Pisklęta opuszczają gniazdo po około 18 dniach.

## Pożywienie
Duże owady i ich larwy, mniejsze kręgowce. Dieta obu kukułek – zwyczajnej i czubatej – jest podobna, choć ta druga łapie większe stawonogi, a jej pisklęta w gnieździe karmione są szczątkami upolowanych kręgowców.
Gdy wrócą z zimowisk, przylatują najczęściej do świetlistych lasów sosnowych, gdzie szukają żywiących się sosnami, owłosionych gąsienic, które akurat wtedy wychodzą ze swych miejsc zimowania. Wśród dużych owadów łapią ważki i szarańczaki. Mogą też schwytać małe jaszczurki.

## Status i ochrona
Międzynarodowa Unia Ochrony Przyrody (IUCN) uznaje kukułkę czubatą za gatunek najmniejszej troski (LC – Least Concern) nieprzerwanie od 1988 roku. Liczebność światowej populacji, wstępnie obliczona w oparciu o szacunki organizacji BirdLife International dla Europy na rok 2015, mieści się w przedziale 3–10,5 miliona dorosłych osobników. Globalny trend liczebności populacji uznawany jest za stabilny ze względu na brak istotnych zagrożeń.
Z racji usunięcia kukułki czubatej z listy polskiej awifauny nie jest ona wymieniona w Rozporządzeniu Ministra Środowiska z dnia 16 grudnia 2016 r. w sprawie ochrony gatunkowej zwierząt, choć jeszcze w poprzednim rozporządzeniu z 2014 roku wymieniano ją jako gatunek objęty ochroną ścisłą.